# رادیسون، ساسکاچوان
رادیسون، ساسکاچوان (به انگلیسی: Radisson, Saskatchewan) یک منطقهٔ مسکونی در کانادا است که در ساسکاچوان واقع شده‌است. رادیسون ۲٫۰۷ کیلومتر مربع مساحت و ۵۰۵ نفر جمعیت دارد و ۵۲۵ متر بالاتر از سطح دریا واقع شده‌است.